# Rejon duwański
Rejon duwański (ros. Дуванский район) - jeden z 54 rejonów w Baszkirii. Stolicą regionu jest Duwan.
100% populacji stanowi ludność wiejska, ponieważ w regionie nie ma żadnego miasta.